# 小高賢
小高 賢（こだか けん、1944年7月13日 - 2014年2月10日）は、日本の編集者・歌人。本名・鷲尾賢也。

## 経歴
東京都本所区（現・墨田区）生まれ。兄の鷲尾悦也は第3代日本労働組合総連合会会長。東京都立両国高等学校、慶應義塾大学経済学部卒。キヤノンを経て講談社に入社し、編集者として勤務。週刊現代編集部、講談社現代新書編集長、学術局長、学芸局長、取締役、顧問などを歴任。「選書メチエ」シリーズや「現代思想の冒険者たち」シリーズを発足させた。
1972年、歌人馬場あき子に出会い作歌を始める。78年「かりん」創刊に参加。2000年『本所両国』で第5回若山牧水賞受賞。本名での出版時評なども行い、編集者仲間で行う「いける本大賞」の発起人の一人でもある。
2014年2月10日夜、東京都千代田区の事務所で多発性脳梗塞により死去し、11日早朝に発見された。69歳没。2015年、遺歌集『秋の茱萸坂』で第20回寺山修司短歌賞受賞。同賞史上初の没後受賞であった。

## 著書
- 耳の伝説 歌集 雁書館 1984.7 (かりん叢書）、現代短歌社 2013.3（第1歌集文庫）
- 批評への意志 現代短歌の可能性 評論集 雁書館 1989.7 (雁叢書）
- 家長 小高賢歌集 雁書館 1990.2 (かりん叢書）
- 鑑賞・現代短歌 6 近藤芳美 本阿弥書店 1991.7
- 太郎坂 小高賢歌集 雁書館 1993.5 (かりん叢書）
- 小高賢歌集 砂子屋書房 1995.11 (現代短歌文庫）
- 怪鳥の尾 小高賢歌集 砂子屋書房 1996.12 (かりん叢書）
- 宮柊二とその時代 五柳書院 1998.5 (五柳叢書）
- 本所両国 小高賢歌集 雁書館 2000.6 (かりん叢書）
- 転形期と批評 現代短歌の挑戦 柊書房 2003.3
- 液状化 小高賢歌集 ながらみ書房 2004.7 (かりん叢書）
- 現代短歌作法 新書館 2006.12
- 小高賢作品集 柊書房 2007.2
- 眼中のひと 小高賢歌集 角川書店 2007.10 (角川短歌叢書)
- この一身は努めたり 上田三四二の生と文学 トランスビュー 2009.4
- 長夜集 小高賢歌集 柊書房 2010.9 (かりん叢書）
- 老いの歌 新しく生きる時間へ 岩波新書 2011.8
- 句会で遊ぼう 世にも自由な俳句入門 幻冬舎新書 2012.9
- 秋の茱萸坂 小高賢歌集 砂子屋書房 2014.11（かりん叢書）

### 鷲尾賢也（本名）
- 『編集とはどのような仕事なのか　企画発想から人間交際まで』 トランスビュー 2004.3、新版2014.10
- 『編集とは何か』 藤原書店編集部編 2004。粕谷一希・寺田博・松居直と共著
- 松本昌次 『わたしの戦後出版史』上野明雄と共に聞き手、トランスビュー 2008

### 共編著
- 現代短歌の鑑賞101 新書館 1999.5
- 近代短歌の鑑賞77 新書館 2002.6
- 私の戦後短歌史 岡井隆への聞き手 角川書店 2009.9
- 現代の歌人140 新書館 2009.11

## 参考記事・評伝
- 著書記載略歴、文藝年鑑
- 小高賢 シリーズ 牧水賞の歌人たちvol.5：青磁社 2014。伊藤一彦監修